# Copa d'Europa d'hoquei sobre patins masculina 2010-2011
La quaranta-sisena edició de la Copa d'Europa d'hoquei patins masculina s'inicià el 20 de novembre de 2010 i finalitzarà el 21 de maig de 2011.
A la fase regular hi van participar 16 equips repartits en 4 grups. Entre el 18 i el 21 de maig es disputa la final a 8 a Andorra.

## Participants
| Grup A | Grup A            |
| ------ | ----------------- |
|        | Bassano Hockey 54 |
|        | Genève RHC        |
|        | HC Liceo          |
|        | Reus Deportiu     |

| Grup B | Grup B          |
| ------ | --------------- |
|        | FC Barcelona    |
|        | Blanes HCF      |
|        | Follonica       |
|        | SCRA Saint Omer |

| Grup C | Grup C           |
| ------ | ---------------- |
|        | Candelária SC    |
|        | Noia Freixenet   |
|        | CGC Viareggio    |
|        | Roncato Patí Vic |

| Grup D | Grup D          |
| ------ | --------------- |
|        | US Coutras      |
|        | RSC Cronenberg  |
|        | FC Porto        |
|        | Hockey Valdagno |

## Fase Regular

### Grup A
| Grup A            | Pts | PJ | PG | PE | PP | GF | GC | DG  |
| ----------------- | --- | -- | -- | -- | -- | -- | -- | --- |
| Reus Deportiu     | 15  | 6  | 5  | 0  | 1  | 40 | 18 | +22 |
| HC Liceo          | 12  | 6  | 4  | 0  | 2  | 37 | 18 | +19 |
| Bassano Hockey 54 | 9   | 6  | 3  | 0  | 3  | 25 | 22 | +3  |
| Genève RHC        | 0   | 6  | 0  | 0  | 6  | 8  | 52 | -44 |

| 20 de novembre de 2010 |     |          |  |
| Reus Deportiu          | 6-3 | HC Liceo |  |
|                        |     |          |  |

| 20 de novembre de 2010 |     |            |  |
| Bassano Hockey 54      | 7-0 | Genève RHC |  |
|                        |     |            |  |

| 18 de desembre de 2010 |     |                   |  |
| HC Liceo               | 5-1 | Bassano Hockey 54 |  |
|                        |     |                   |  |

| 18 de desembre de 2010    |      | |                                       |
| Genève RHC                | 2-14 | Reus Deportiu | Àrbitres: Flossel i L. Niestroy (GER) |
| Brentini 11' Desponds 44' |      | Casanovas 7', 32' Gual 10', 29'(fd) Marín 18', 44', 47'(fd), 49' Molet 26'(p), 40', 46' Cavadini 27'(pp) Caldú 31' Ollé 40' | Àrbitres: Flossel i L. Niestroy (GER) |

| 22 de gener de 2011                    |       |                                             |                                  |
| Bassano Hockey 54                      | 4-5   | Reus Deportiu                               | Àrbitres: Lamela i Cardoso (POR) |
| Zen 20' Nicolas 23', 25' Peripolli 42' | [ 1 ] | Marín 13', 41' Caldú 32' Gual 37' Molet 44' | Àrbitres: Lamela i Cardoso (POR) |

| 22 de gener de 2011 |     |          |  |
| Genève RHC          | 2-8 | HC Liceo |  |
|                     |     |          |  |

| 19 de febrer de 2011                                   |     |                                  |  |
| HC Liceo                                               | 5-3 | Reus Deportiu                    |  |
| Lamas 8' Bargalló 14'(p), 22' Afonso 34' Barreiros 40' |     | Molet 5' Casanovas 18' Caldú 48' |  |

| 19 de febrer de 2011 |     |                   |  |
| Genève RHC           | 3-4 | Bassano Hockey 54 |  |
|                      |     |                   |  |

| 19 de març de 2011 |     |          |  |
| Bassano Hockey 54  | 6-4 | HC Liceo |  |
|                    |     |          |  |

| 19 de març de 2011 |     |            |  |
| Reus Deportiu      | 7-1 | Genève RHC |  |
|                    |     |            |  |

| 9 d'abril de 2011 |      |            |  |
| HC Liceo          | 12-0 | Genève RHC |  |
|                   |      |            |  |

| 9 d'abril de 2011 |     |                   |  |
| Reus Deportiu     | 5-3 | Bassano Hockey 54 |  |
|                   |     |                   |  |

### Grup B
| Grup B              | Pts | PJ | PG | PE | PP | GF | GC | DG  |
| ------------------- | --- | -- | -- | -- | -- | -- | -- | --- |
| FC Barcelona        | 18  | 6  | 6  | 0  | 0  | 35 | 7  | +28 |
| Blanes Hoquei Club  | 8   | 6  | 2  | 2  | 2  | 13 | 15 | -2  |
| AP Follonica Hockey | 5   | 6  | 1  | 2  | 3  | 12 | 25 | -13 |
| SCRA Saint Omer     | 2   | 6  | 0  | 2  | 4  | 9  | 22 | -13 |

| 20 de novembre de 2010 |     |                          |                                 |
| AP Follonica Hockey    | 2-2 | Blanes Hoquei Club       | Àrbitres: Peixoto i Lucas (POR) |
| Tacani 3', 50'(p)      |     | Teixidó 2' Rodríguez 20' | Àrbitres: Peixoto i Lucas (POR) |

| 20 de novembre de 2010                   |     |              |                                      |
| SCRA Saint Omer                          | 0-5 | FC Barcelona | Àrbitres: Tartarelli i Gallopi (ITA) |
| Ordeig 3', 43' Adroher 7' Torra 13', 48' |     |              | Àrbitres: Tartarelli i Gallopi (ITA) |

| 18 de desembre de 2010    |     |                    |                                 |
| Blanes Hoquei Club        | 3-2 | SCRA Saint Omer    | Àrbitres: Ullrich i C. Niestroy |
| Selva 9', 32' Ridaura 39' |     | Dolce 8' Henry 25' | Àrbitres: Ullrich i C. Niestroy |

| 18 de desembre de 2010                                                      |     |                     |                                |
| FC Barcelona                                                                | 9-0 | AP Follonica Hockey | Àrbitres: Pinto i Torres (POR) |
| Borregán 3' Torra 3', 10', 23' Adroher 13', 20', 32' García 42' Gabarra 47' |     |                     | Àrbitres: Pinto i Torres (POR) |

| 22 de gener de 2011 |     |                     |  |
| SCRA Saint Omer     | 1-2 | AP Follonica Hockey |  |
|                     |     |                     |  |

| 22 de gener de 2011                            |       |                    |                                       |
| FC Barcelona                                   | 5-1   | Blanes Hoquei Club | Àrbitres: Carmazzi i Barbarissi (ITA) |
| García 10', 32' López 35' Ordeig 39' Torra 42' | [ 2 ] | Teixidó 46'        | Àrbitres: Carmazzi i Barbarissi (ITA) |

| 19 de febrer de 2011                                   |     |                                |  |
| Blanes Hoquei Club                                     | 5-2 | AP Follonica Hockey            |  |
| A. Ridaura 13', 23' Armengol 27'(p) Selva 29', 44'(fd) |     | Polverini 26'(p) Velásquez 38' |  |

| 19 de febrer de 2011                                                          |       |                      |                                                    |
| FC Barcelona                                                                  | 8-2   | SCRA Saint Omer      | Palau Blaugrana Àrbitres: Flossel i Niestroy (GER) |
| Ordeig 5' Borregan 11', 13' Adroher 23', 30' Panadero 24' Páez 30' García 41' | [ 3 ] | Munger 35' Dolce 38' | Palau Blaugrana Àrbitres: Flossel i Niestroy (GER) |

| 19 de març de 2011 |     |                    |  |
| SCRA Saint Omer    | 0-0 | Blanes Hoquei Club |  |
|                    |     |                    |  |

| 19 de març de 2011  |     |              |  |
| AP Follonica Hockey | 2-4 | FC Barcelona |  |
|                     |     |              |  |

| 9 d'abril de 2011  |     |              |  |
| Blanes Hoquei Club | 2-4 | FC Barcelona |  |
|                    |     |              |  |

| 9 d'abril de 2011   |     |              |  |
| AP Follonica Hockey | 4-4 | FC Barcelona |  |
|                     |     |              |  |

### Grup C
| Grup C        | Pts | PJ | PG | PE | PP | GF | GC | DG |
| ------------- | --- | -- | -- | -- | -- | -- | -- | -- |
| Candelária SC | 10  | 6  | 3  | 1  | 2  | 24 | 18 | +6 |
| CE Noia       | 9   | 6  | 3  | 0  | 3  | 19 | 21 | -2 |
| Club Patí Vic | 9   | 6  | 3  | 0  | 3  | 17 | 19 | -2 |
| CGC Viareggio | 7   | 6  | 2  | 1  | 3  | 17 | 19 | -2 |

| 21 de novembre de 2010                                     |     |                                      |                                    |
| Candelária SC                                              | 6-4 | Club Patí Vic                        | Àrbitres: Carmazzi i Perrone (ITA) |
| Montivero 2', 39' Resende 12', 16' Silva 32' Fernández 44' |     | López 35' Pla 37', 49' Masoliver 49' | Àrbitres: Carmazzi i Perrone (ITA) |

| 20 de novembre de 2010                                          |     |                        |                                 |
| CGC Viareggio                                                   | 5-2 | CE Noia                | Àrbitres: Pinto i Cardoso (POR) |
| Farran 18', 37' Orlandi 21' A. Bertolucci 22' M. Bertolucci 23' |     | Mitjans 10' Feixas 47' | Àrbitres: Pinto i Cardoso (POR) |

| 18 de desembre de 2010             |     |                                |                                  |
| Club Patí Vic                      | 4-2 | CGC Viareggio                  | Àrbitres: Carpelho i romao (POR) |
| López 5', 22' Roca 6' Bancells 35' |     | Orlandi 11'(p) Motaran 33'(fd) | Àrbitres: Carpelho i romao (POR) |

| 18 de desembre de 2010                      |     |                                        |                                       |
| CE Noia                                     | 4-3 | Candelária SC                          | Àrbitres: Barbarisi i Andrisani (ITA) |
| Feixas 3', 50'(fd) Esteller 13' Seró 35'(p) |     | Montivero 7' S. Silva 19' G. Silva 37' | Àrbitres: Barbarisi i Andrisani (ITA) |

| 22 de gener de 2011 |     |               |  |
| CGC Viareggio       | 2-2 | Candelária SC |  |
|                     |     |               |  |

| 22 de gener de 2011                             |       |               |                                    |
| CE Noia                                         | 4-1   | Club Patí Vic | Àrbitres: Fermi i Tartarelli (ITA) |
| Esteller 8' Mitjans 17' Del Amor 37' Feixes 48' | [ 4 ] | López 16'     | Àrbitres: Fermi i Tartarelli (ITA) |

| 19 de febrer de 2011                     |       |                               |                                      |
| Club Patí Vic                            | 4-3   | Candelária SC                 | Àrbitres: Perrone i Tartarelli (ITA) |
| Ordóñez 23'(p), 35'(fd) Roca 29' Pla 39' | [ 5 ] | S. Silva 14, 23' J. Silva 19' | Àrbitres: Perrone i Tartarelli (ITA) |

| 19 de febrer de 2011                         |       |                                             |                                   |
| CE Noia                                      | 5-4   | CGC Viareggio                               | Àrbitres: Peixoto i Ventura (POR) |
| Feixas 6', 38', 50' Bargalló 19' Seró 28'(p) | [ 6 ] | M. Bertolucci 17', 25', 34' Mitjans 42'(pp) | Àrbitres: Peixoto i Ventura (POR) |

| 19 de març de 2011 |     |         |  |
| Candelária SC      | 5-3 | CE Noia |  |
|                    |     |         |  |

| 19 de març de 2011 |     |               |  |
| CGC Viareggio      | 3-1 | Club Patí Vic |  |
|                    |     |               |  |

| 9 d'abril de 2011 |     |         |  |
| Club Patí Vic     | 3-1 | CE Noia |  |
|                   |     |         |  |

| 9 d'abril de 2011 |     |               |  |
| Candelária SC     | 5-1 | CGC Viareggio |  |
|                   |     |               |  |

### Grup D
| Grup D          | Pts | PJ | PG | PE | PP | GF | GC | DG  |
| --------------- | --- | -- | -- | -- | -- | -- | -- | --- |
| Hockey Valdagno | 15  | 6  | 5  | 0  | 1  | 36 | 20 | +16 |
| FC Porto        | 13  | 6  | 4  | 1  | 1  | 40 | 25 | +15 |
| US Coutras      | 5   | 6  | 1  | 2  | 3  | 25 | 34 | -9  |
| RSC Cronenberg  | 1   | 6  | 0  | 1  | 5  | 9  | 31 | -22 |

| 20 de novembre de 2010 |     |                 |  |
| US Coutras             | 5-7 | Hockey Valdagno |  |
|                        |     |                 |  |

| 20 de novembre de 2010 |      |                |  |
| FC Porto               | 11-1 | RSC Cronenberg |  |
|                        |      |                |  |

| 18 de desembre de 2010 |      |          |  |
| Hockey Valdagno        | 10-3 | FC Porto |  |
|                        |      |          |  |

| 18 de desembre de 2010 |     |            |  |
| RSC Cronenberg         | 2-2 | US Coutras |  |
|                        |     |            |  |

| 22 de gener de 2011 |      |            |  |
| FC Porto            | 11-4 | US Coutras |  |
|                     |      |            |  |

| 22 de gener de 2011 |     |                 |  |
| RSC Cronenberg      | 1-4 | Hockey Valdagno |  |
|                     |     |                 |  |

| 19 de febrer de 2011 |  |            |  |
| Hockey Valdagno      |  | US Coutras |  |
|                      |  |            |  |

| 19 de febrer de 2011 |     |          |  |
| RSC Cronenberg       | 2-3 | FC Porto |  |
|                      |     |          |  |

| 19 de març de 2011 |     |                 |  |
| FC Porto           | 5-1 | Hockey Valdagno |  |
|                    |     |                 |  |

| 19 de març de 2011 |     |                |  |
| US Coutras         | 4-0 | RSC Cronenberg |  |
|                    |     |                |  |

| 9 d'abril de 2011 |     |                |  |
| Hockey Valdagno   | 7-3 | RSC Cronenberg |  |
|                   |     |                |  |

| 9 d'abril de 2011 |     |          |  |
| US Coutras        | 7-7 | FC Porto |  |
|                   |     |          |  |

## Final a vuit
|  | Quarts de final               | Quarts de final               |                               |   | Semifinals | Semifinals |  |  | Final | Final |
|  |                               |                               |                               |   |            |            |  |  |       |       |
|  | 19 de maig - Andorra la Vella |                               |                               |   |            |            |  |  |       |       |
|  |                               |                               |                               |   |            |            |  |  |       |       |
|  | FC Porto                      | 4                             |                               |   |            |            |  |  |       |       |
|  | FC Porto                      | 4                             | 20 de maig - Andorra la Vella |   |            |            |  |  |       |       |
|  | FC Barcelona                  | 3                             |                               |   |            |            |  |  |       |       |
|  | FC Barcelona                  | 3                             | FC Porto                      | 3 |            |            |  |  |       |       |
|  | 18 de maig - Andorra la Vella |                               | FC Porto                      | 3 |            |            |  |  |       |       |
|  |                               | HC Liceo                      | 3*                            |   |            |            |  |  |       |       |
|  | HC Liceo                      | HC Liceo                      | 3*                            | 7 |            |            |  |  |       |       |
|  | HC Liceo                      |                               | 21 de maig - Andorra la Vella | 7 |            |            |  |  |       |       |
|  | Noia Freixenet                | 4                             |                               |   |            |            |  |  |       |       |
|  | Noia Freixenet                | 4                             | HC Liceo                      | 7 |            |            |  |  |       |       |
|  | 19 de maig - Andorra la Vella |                               | HC Liceo                      | 7 |            |            |  |  |       |       |
|  |                               | Reus Deportiu                 | 4                             |   |            |            |  |  |       |       |
|  | Hockey Valdagno               | Reus Deportiu                 | 4                             | 2 |            |            |  |  |       |       |
|  | Hockey Valdagno               | 20 de maig - Andorra la Vella |                               | 2 |            |            |  |  |       |       |
|  | Reus Deportiu                 | 4                             |                               |   |            |            |  |  |       |       |
|  | Reus Deportiu                 | 4                             | Reus Deportiu                 | 3 |            |            |  |  |       |       |
|  | 18 de maig - Andorra la Vella |                               | Reus Deportiu                 | 3 |            |            |  |  |       |       |
|  |                               | Candelária SC                 | 2                             |   |            |            |  |  |       |       |
|  | Blanes HCF                    | Candelária SC                 | 2                             | 0 |            |            |  |  |       |       |
|  | Blanes HCF                    |                               |                               | 0 |            |            |  |  |       |       |
|  | Candelária SC                 | 2                             |                               |   |            |            |  |  |       |       |
|  | Candelária SC                 | 2                             |                               |   |            |            |  |  |       |       |

| Campió HC Liceo |